# Basket-ball aux Jeux des îles
Les Jeux des îles sont généralement l'occasion d'une compétition de basketball qui a lieu tous les deux ans. Les équipes participantes sont membres de l'Association internationale des jeux des îles (IIGA). Rhodes et Bermudes ont remporté à 3 reprises le tournoi masculin. Minorque à remporté à 5 reprises le tournoi féminin.

## Historique
C'est dans le cadre de l'Association internationale des jeux des îles, en 1997 à Jersey, que le congrès décide d'organiser un championnat de basket-ball dès 1999 qui se déroulerait tous les deux ans. Les sélections des Bermudes et des Îles Caïmans sont membres de la FIBA Amériques, Gibraltar de la FIBA Europe et de la Fédération internationale de basket-ball.

## Tournoi masculin

### Palmarès
| N°  | Date | Lieu         | Finale       | Finale | Finale       | Match pour la 3e place | Match pour la 3e place | Match pour la 3e place |
| N°  | Date | Lieu         | Vainqueur    | Score  | Finaliste    | 3e place               | Score                  | 4e place               |
| --- | ---- | ------------ | ------------ | ------ | ------------ | ---------------------- | ---------------------- | ---------------------- |
| 1er | 1999 | Gotland      | Rhodes       | 72-66  | Îles Caïmans | Gotland                | 102-97                 | Gibraltar              |
| 2e  | 2001 | Île de Man   | Rhodes       | 84-81  | Îles Caïmans | Gibraltar              | 69-61                  | Saaremaa               |
| 3e  | 2003 | Guernesey    | Rhodes       | 76-72  | Îles Caïmans | Bermudes               | 83-59                  | Saaremaa               |
| 4e  | 2007 | Rhodes       | Minorque     | 75-72  | Bermudes     | Rhodes                 | 73-58                  | Saaremaa               |
| 5e  | 2009 | Åland        | Bermudes     | 83-75  | Minorque     | Rhodes                 | 73-63                  | Îles Caïmans           |
| 6e  | 2011 | Île de Wight | Bermudes     | 76-57  | Saaremaa     | Rhodes                 | 107-60                 | Gibraltar              |
| 7e  | 2013 | Bermudes     | Bermudes     | 61-28  | Saaremaa     |                        |                        |                        |
| 8e  | 2015 | Jersey       | Saaremaa     | 80-69  | Bermudes     | Gibraltar              | 66-57                  | Guernesey              |
| 9e  | 2017 | Gotland      | Îles Caïmans | 82-80  | Gibraltar    | Saaremaa               | 75-54                  | Guernesey              |
| 10e | 2019 | Gibraltar    | Îles Caïmans | 75-63  | Saaremaa     | Gibraltar              | 69-53                  | Guernesey              |
| 11e | 2023 | Guernesey    | Saaremaa     | 76-73  | Minorque     | Îles Caïmans           | 74-43                  | Île de Wight           |

### Bilan par sélection masculine
Le tableau suivant présente le bilan par sélection ayant atteint au moins une fois le dernier carré.
| Îles         | Vainqueur | Finaliste | Troisième | Quatrième |
| ------------ | --------- | --------- | --------- | --------- |
| Bermudes     | 3         | 2         | 1         | 0         |
| Rhodes       | 3         | 0         | 3         | 0         |
| Saaremaa     | 2         | 3         | 1         | 3         |
| Îles Caïmans | 2         | 3         | 1         | 1         |
| Minorque     | 1         | 2         | 0         | 0         |
| Gibraltar    | 0         | 1         | 3         | 2         |
| Gotland      | 0         | 0         | 1         | 0         |
| Guernesey    | 0         | 0         | 0         | 3         |
| Île de Wight | 0         | 0         | 0         | 1         |

## Tournoi féminin

### Palmarès
| N°  | Date | Lieu         | Finale       | Finale | Finale                | Match pour la 3e place | Match pour la 3e place | Match pour la 3e place |
| N°  | Date | Lieu         | Vainqueur    | Score  | Finaliste             | 3e place               | Score                  | 4e place               |
| --- | ---- | ------------ | ------------ | ------ | --------------------- | ---------------------- | ---------------------- | ---------------------- |
| 1er | 1999 | Gotland      | Gotland      | 112-65 | Gibraltar             | Île de Man             | 46-32                  | Jersey                 |
| 2e  | 2001 | Île de Man   | Îles Caïmans | 70-61  | Gibraltar             | Guernesey              | 58-52                  | Rhodes                 |
| 3e  | 2003 | Guernesey    | Guernesey    | 53-46  | Gibraltar             | Îles Caïmans           | 56-52                  | Rhodes                 |
| 4e  | 2007 | Rhodes       | Minorque     | 62-58  | Île-du-Prince-Édouard | Bermudes               | 59-53                  | Guernesey              |
| 5e  | 2009 | Åland        | Minorque     | 66-39  | Guernesey             | Gibraltar              | 100-26                 | Île de Man             |
| 6e  | 2011 | Île de Wight | Minorque     | 80-48  | Gibraltar             | Guernesey              | 55-47                  | Bermudes               |
| 7e  | 2015 | Jersey       | Gotland      | 69-60  | Minorque              | Gibraltar              | 52-48                  | Guernesey              |
| 8e  | 2017 | Gotland      | Minorque     | 76-51  | Gotland               | Guernesey              | 60-55                  | Îles Caïmans           |
| 9e  | 2019 | Gibraltar    | Minorque     | 99-43  | Gotland               | Gibraltar              | 82-31                  | Île de Man             |
| 10e | 2023 | Guernesey    | Minorque     | 89-50  | Îles Caïmans          | Guernesey              | 73-55                  | Île de Man             |

### Bilan par sélection féminine
Le tableau suivant présente le bilan par sélection ayant atteint au moins une fois le dernier carré.
| Îles                  | Vainqueur | Finaliste | Troisième | Quatrième |
| --------------------- | --------- | --------- | --------- | --------- |
| Minorque              | 6         | 1         | 0         | 0         |
| Gotland               | 2         | 2         | 0         | 0         |
| Guernesey             | 1         | 1         | 4         | 2         |
| Îles Caïmans          | 1         | 1         | 1         | 1         |
| Gibraltar             | 0         | 4         | 3         | 0         |
| Île-du-Prince-Édouard | 0         | 1         | 0         | 0         |
| Île de Man            | 0         | 0         | 1         | 3         |
| Bermudes              | 0         | 0         | 1         | 1         |
| Rhodes                | 0         | 0         | 0         | 2         |
| Jersey                | 0         | 0         | 0         | 1         |